# Алюмошпінеліди
Алюмошпінеліди (рос. алюмошпинеллиды, англ. alumospinellides, нім. Alumospinellide n pl) — складні оксиди, похідні Al2О3, який заміщується на Fe2О3 та Cr2O3. Сполуки, які утворюються при цьому, є перехідними до залізошпінелідів та хромшпінелідів. 